# Mesh (groupe)
Pour les articles homonymes, voir Mesh.
Mesh est un groupe britannique de synthpop, originaire de Bristol, en Angleterre.

## Histoire
Mesh est formé en 1991 après que le chanteur Mark Hockings et Richard Silverthorn (claviers) se soient rencontrés lors d'un concert où jouait le groupe de Richard Silverthorn. Peu après, Neil Taylor, ancien membre du groupe de Silverthorn, rejoint le groupe aux claviers. L'écriture créative est partagée entre Richard Silverthorn, qui compose la musique, et Mark Hockings, qui écrit les paroles. Mesh est signé par le label suédois Memento Materia et un EP, Fragile, sort en 1994. Il est suivi d'un album studio, In this Place Forever, en 1996, et en 1997, le groupe sort une version étendue de Fragile. Une compilation, Fragmente, sort en 1998, et un nouvel album studio, The Point at Which It Falls Apart, en 1999. En 2000, ils travaillent avec le producteur de dance allemand Mark Oh, et ont sorti le titre « Waves », qui atteint la 83e place dans les charts allemands.
En 2002, Mesh est repris par Sony Records et sort un nouvel album, Who Watches Over Me. Le groupe gagne en popularité en Europe, et plus particulièrement en Allemagne, où ses singles et ses albums atteignent à plusieurs reprises des positions dans les charts. En 2006, un nouvel album, We Collide, est publié, produit par l'ancien producteur de Depeche Mode, Gareth Jones. Le 13 septembre 2006, Taylor annonce qu'il quitte le groupe après 15 ans de carrière pour se consacrer à d'autres activités. Hockings et Silverthorn décident de continuer en tant que duo, en utilisant un line-up renforcé pour les concerts. Dans un premier temps, Geoff Pinckney remplace Taylor lors des concerts.
Le nouveau groupe signe avec Dependent Records, leur label discographique européen. Metropolis Records les représente aux États-Unis et en Amérique du Sud. A Perfect Solution sort en 2009. Il est produit par le producteur allemand de dark electro Olaf Wollschläger. Silverthorn déclare : « Olaf a un talent naturel pour mettre de l'ordre dans nos productions et passer un temps ridicule à les perfectionner sans changer la sensation et l'ambiance générales. » Olaf continue à travailler avec Mesh sur les sorties suivantes. En 2011, le groupe fait suivre A Perfect Solution avec un remix de l'album, intitulé An Alternative Solution. En avril 2011, le groupe effectue sa première tournée aux États-Unis, dans le cadre de la tournée « Legends of Synthpop » avec Iris et De/Vision. Le 26 août 2011, le groupe annonce sur Twitter que Geoff Pinckney « ne jouera plus en live avec Mesh », car il souhaite se concentrer sur son autre projet musical, Tenek. Il est remplacé par Richard Broadhead. Le batteur Sean Suleman rejoint également le groupe à cette époque.
En 2013, le groupe sort Automation Baby, qui devient l'album le plus réussi du groupe jusqu'alors, entrant dans les charts allemands à la 33e place, et se plaçant en tête des charts alternatifs européens. À la suite de ce succès, le groupe se sent sous pression pour produire l'album suivant. Lorsque Looking Skyward sort en 2016, il atteint la 12e place dans les charts allemands, la plus haute à ce jour.
En 2015, le groupe joue avec un orchestre classique lors du festival Gothic meets Klassik, organisé au Gewandhaus zu Leipzig à Leipzig. Le concert est enregistré et sa sortie est initialement prévue pour 2016. Il est ensuite décidé d'ajouter à l'enregistrement en direct des pistes supplémentaires enregistrées en studio. Ceux-ci sont enregistrés à Tonscheune Oleak, et la sortie est repoussée à la fin de l'année 2017.
Mesh acquiert une base de fans en Allemagne et en Scandinavie, et se fait également remarquer dans les pays d'Amérique du Nord et du Sud. Cependant, le succès et la reconnaissance dans leur pays d'origine, le Royaume-Uni, leur ont échappé. Richard Silverthorn en parle dans plusieurs interviews, déclarant que bien qu'il aimerait être reconnu au Royaume-Uni, le groupe a la chance de trouver un marché pour ce qu'il fait ailleurs et c'est maintenant ce qui est important pour lui.
En avril 2023, Vaughn George rejoint la formation live aux claviers et aux chœurs.

## Discographie

### Albums studio
- 1996 : In this Place Forever
- 1996 : The Point at Which It Falls Apart
- 2002 : Who Watches Over Me? (63e place des charts allemands[2])
- 2006 : We Collide (90e place des charts allemands[2])
- 2009 : A Perfect Solution (89e place des charts allemands[2])
- 2013 : Automation Baby (33e place des charts allemands[2])
- 2016 : Looking Skyward (12e place des charts allemands[2])

### Compilation and live
- 1998: Fragmente (compilation de divers morceaux avec le single Trust You)
- 2000: On this Tour Forever (album live)
- 2002: Fragmente 2 (compilation)
- 2003: Original 91–93 (compilation)
- 2011: An Alternative Solution (album remix de A Perfect Solution)
- 2017: Live at Neues Gewandhaus Leipzig (78e place des charts allemands[2])

### Singles et EP
- 1994 : Fragile (EP)
- 1997 : You Didn't Want Me
- 1998 : Trust You
- 1999 : People Like Me (With this Gun)
- 1999 : It Scares Me
- 1999 : Not Prepared
- 2000 : Live Singles (EP)
- 2000 : Waves (feat. Mark Oh) (83e place des charts allemands[2])
- 2002 : Leave You Nothing
- 2003 : Friends Like These (86e place des charts allemands[2])
- 2006 : Crash (83e place des charts allemands[2])
- 2006 : My Hands are Tied / Petrified (95e place des charts allemands[2])
- 2009 : Only Better (84e place des charts allemands[2])
- 2010 : How Long?
- 2011 : From this Height (EP)
- 2013 : Born to Lie
- 2013 : Adjust Your Set
- 2016 : Kill Your Darlings
- 2017 : Runway (EP)

### VHS/DVD
- 2000 : On this Tour Forever
- 2006 : The World's a Big Place